# Torre di Punta Giglio
La torre di Punta Giglio o storicamente e ufficialmente in catalano algherese Torre de la Punta del Lliri, è una torre costiera sarda posta all'interno del perimetro della batteria di punta Giglio, nel comune di Alghero.

## Storia
La torre fu edificata nella prima metà del XVI secolo, ma fu probabilmente abbandonata nel XVIII.
In seguito alla Grande Guerra la Regia Marina costruì intorno all'antica fortificazione un'importante batteria militare, che fu utilizzata durante il secondo conflitto mondiale; il 27 ottobre del 1943 il Regio Esercito prese possesso del sito, che fu dismesso al termine della guerra.
Nel 2018 il Demanio decise di recuperare l'area e indisse un bando; il progetto vincitore, redatto dalla cooperativa Il Quinto Elemento, prevede la ristrutturazione dell'ex caserma e della zona circostante per fini ricettivi e la trasformazione dell'antica torre e delle mitragliere in un museo interattivo.